# Trittico dell'Annunciazione (Lorenzo Monaco)

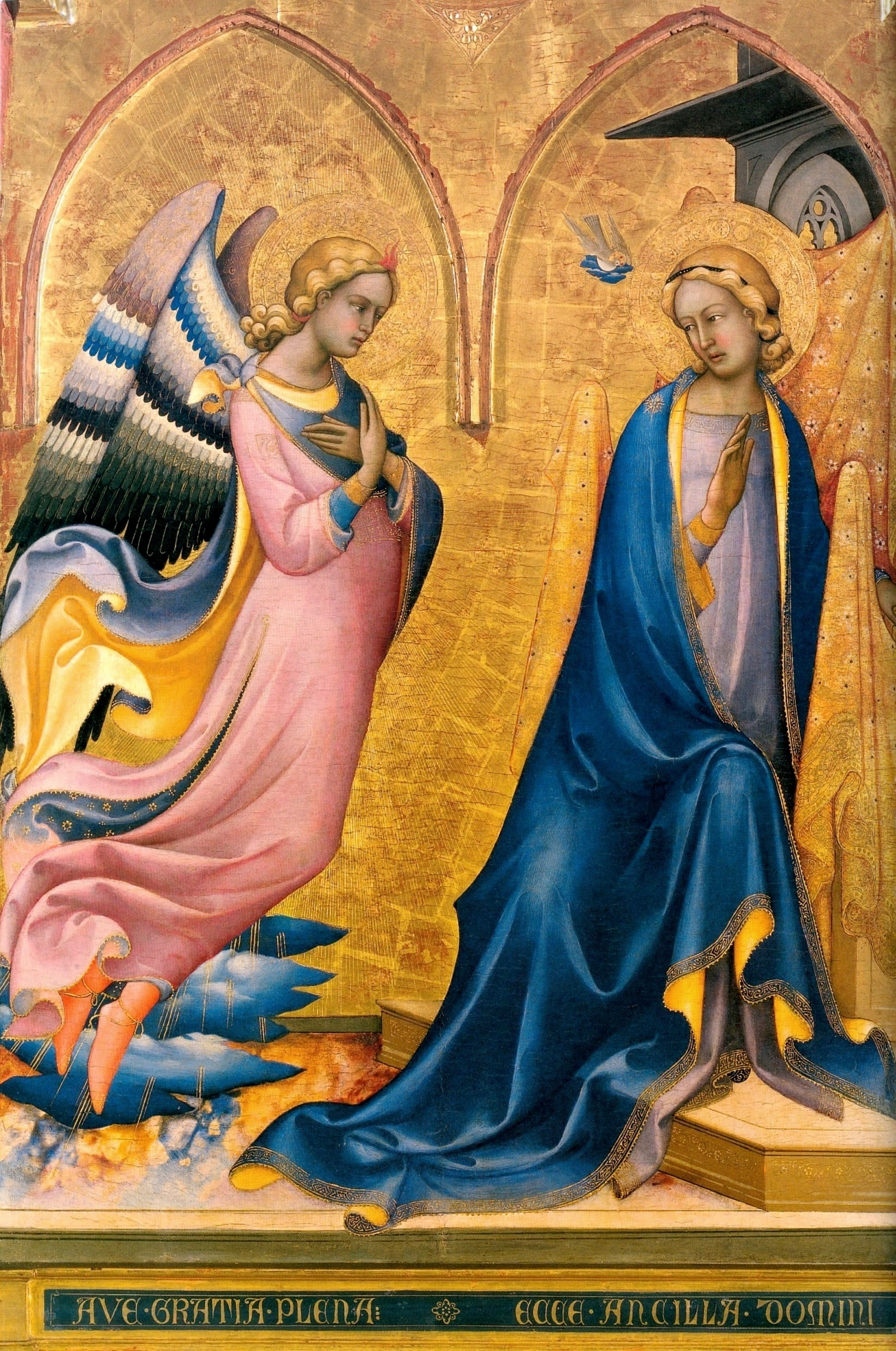
Dettaglio

Il Trittico dell'Annunciazione è un dipinto di Lorenzo Monaco conservato nella Galleria dell'Accademia e proveniente dal Chiesa di San Procolo a Firenze. Si tratta di una tempera su tavola (130×230 cm), dipinta secondo lo stile gotico internazionale.  È attribuita al 1410-1415. La tavola è correlata da due pannelli laterali con coppie di santi: santa Caterina d'Alessandria, sant'Antonio Abate, san Procolo e san Francesco d'Assisi.

## Storia
Il trittico venne commissionato per la chiesa di San Procolo di Firenze, dove Vasari la vide scambiandola per opera di Giotto. Crowe e Cavalcaselle furono i primi, nel 1864, a restituirla a Lorenzo Monaco, seguiti da Milanesi (1878), Sirén (1905), Venturi (1911), van Marle (1924), Toesca (1929), Golzio (1931), Procacci (1936), Berenson (1936), Pudelko (1938), Bellosi (1965), Boskovits (1975), Eisenberg (1989).
La datazione oscilla dal 1406 circa (proposto da Pudelko nel 1938), e il 1418 circa (Eisenberg 1989), con una netta prevalenza dell'ipotesi più tarda.
Non è chiaro quale fosse la struttura originaria del trittico, che doveva avere una predella (oggi ha solo una scritta) e forse cuspidi diverse. Sirén propose come predella la Natività della collezione Kaufman di Berlino, l'Adorazione dei Magi e la Visitazione della collezione Parry di Hignam Court e la Fuga in Egitto del Lindenau Museum di Altenburg. nei dischi dorati delle cuspidi potevano trovarsi due teste di profeti che furono poi sostituiti da due angeli, a loro volta rimossi in epoca moderna. Secondo Eisenberg (1956) il perduto profeta dello scomparto destro potrebbe essere l'Isaia già nel 1843 nella collezione de Montor a Parigi con attribuzione a Cimabue; riapparso recentemente nel mercato antiquario, venne attribuito ad Antonio Veneziano da Schmarsow (1898) e a Lorenzo Monaco da Sirén.

## Descrizione e stile
Il dipinto, a fondo oro, è composto da due pannelli cuspidati, uniti nella parte centrale e in basso senza soluzione di continuità. A sinistra sta planando l'Angelo, con le braccia incrociate sul petto, la fiammella dell'ispirazione divina sulla testa e i piedi mollemente distesi tra le nuvole, di colori cangianti tra raggi dorati di luce, che assorbono la sua caduta.
A destra si trova Maria, seduta su un trono rialzato di un gradino e reso invisibile da un sontuoso drappo dorato, che avvolge sinuosamente la spalliera e le due gugliette sui braccioli. Anche il corpo della Vergine è, tranne una mano e la testa, completamente nascosto dal mantello azzurro, nonostante la luce e il panneggio definiscano la posizione asimmetrica delle due ginocchia, sotto le quali non si vedono le gambe o dei piedi, tranne una minuscola punta di scarpa sinistra. Maria ha una posizione ritrosa, che ricorda la pittura senese del secolo precedente (ad esempio l'Annunciazione tra i santi Ansano e Margherita di Simone Martini), anche se qui il suo volto è più sereno e meno aristocratico, ma pur sempre dolcissimo. Dietro la Vergine si trova un accenno di casa con una mensola ed un portale ad arco aperto, che lascia intravedere la bifora traforata all'interno. Poco distante dal capo della Vergine vola la colomba dello Spirito Santo.
Tutta la scena è dominata dai giochi lineari dei panneggi, che con ampie falcate ritmiche, disegnano dei raffinatissimi arabeschi tipici della svolta verso lo stile gotico internazionale di Lorenzo dopo il 1404, dettata probabilmente dall'influenza di Gherardo Starnina e Lorenzo Ghiberti. Nonostante ciò il sentimento religioso resta il punto focale, che viene esaltato dalla compostezza delle figure e dalla raffinatissima tecnica pittorica, dove prevalgono tonalità chiare e cangianti, che creano un mistico distacco dalla realtà.
I due pannelli laterali del trittico furono ritagliati al di sopra delle teste per "ammodernare" l'opera togliendo le cuspidi gotiche, che in seguito vennero rifatte ex novo secondo lo stile di quella centrale.